# 슈도 다케시

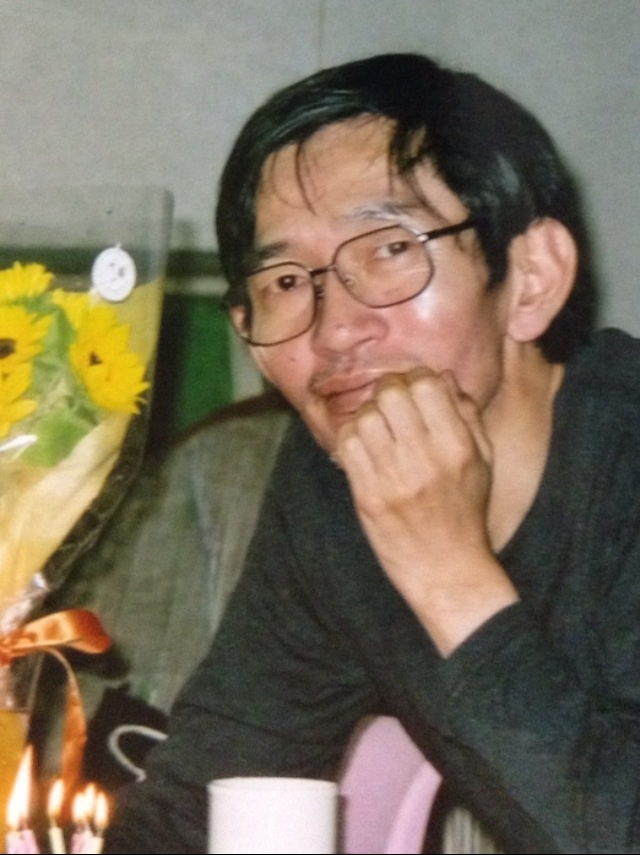

슈도 다케시(首藤剛志, 1949년 ~ 2010년)는 일본의 극작가, 소설가이다. 후쿠오카현 출신. 주로 애니메이션 관련 사업을 중심으로 했다. 일본 작가 연맹 회원이기도 했다.